# あゝ決戦航空隊
『あゝ決戦航空隊』（ああけっせんこうくうたい）は、1974年9月14日に東映で公開された日本映画。カラー、163分。

## 概要
太平洋戦争時の神風特別攻撃隊創始者・大西瀧治郎の生涯と、特攻隊員の使命を果たすために散っていった特攻隊員の生き様を描いた戦争長編映画。

## キャスト
- 大西瀧治郎：鶴田浩二
- 米内光政：池部良
- 久納好孚：伊吹吾郎
- ：岩尾正隆
- ：池内納
- ：羽田龍美
- 梅津美治郎：原健策
- ：原田清人
- ：名和宏
- ：早川典男
- 中島正：葉山良二
- ：林彰太郎
- 中井勝彦：長谷川明男
- ：西村泰治
- ：鳥居敏彦
- 横山大尉：鳥巣哲生
- ：友金敏雄
- 貝田義則：渡瀬恒彦
- ：加藤成
- ：川谷拓三
- ：川浪公次郎
- ：片桐竜次
- 手塚中将：金子信雄
- ：谷口修
- 吉田彦太郎：高並功
- 佐田照美：檀ふみ
- ：司裕介
- ：津野途夫
- ：月形哲之介
- ：辻義博
- ：奈辺悟
- 江島欣一：成瀬正孝
- ：中田博久
- 岡村義基：中谷一郎
- 淑恵：中村玉緒
- 千明康：中村錦司
- ：那須伸太朗
- 猪口力平：室田日出男
- ：武藤敏治
- 鈴木貫太郎：村上冬樹
- 嶋田繁太郎：内田朝雄
- 菅原秀雄：内田稔
- 玉井浅一：梅宮辰夫
- ：野田隆春
- 門司大尉：野口貴史
- ：丘路千
- 大黒上飛曹：太田博之
- ：大月正太郎
- ：大矢敬典
- 指宿大尉：大木晤郎
- 豊田副武：大木実
- 荒井武夫：黒沢年男
- ：国一太郎
- ：久保浩
- ：楠本健二
- 通信長：山田良樹
- 中村兵曹：山田吾一
- ：山口明
- 岡村吾一：山城新伍
- ：山下勝也
- 阿南惟幾：山本麟一
- 佐多大佐：待田京介
- 城英一郎：松方弘樹
- ：松本泰郎
- ：誠直也
- ：前川良三
- ：船橋竜次
- ：源官太郎
- ：藤沢徹夫
- ：小泉洋子
- ：小林芳宏
- 児玉誉士夫：小林旭[2]
- ：小玉政幸
- 迫水久常：江原真二郎
- 寺岡謹平：遠藤太津朗
- 分隊長：有川正治
- 倉島正治：有川博
- ：有島淳平
- ：青木卓司
- ：芦田鉄雄
- 関根賢：安藤昇
- 高瀬丁：西城秀樹
- ナレーター：佐藤慶
- ：沢美鶴
- 畑井一水：桜木健一
- ：佐野守
- ：笹木俊志
- ：桐島好夫
- ：木谷邦臣
- ：北田登
- 谷岡正俊：北村英三
- 関行男：北大路欣也
- ：清田昌平
- ：幸英二
- 赤松貞明：三上真一郎
- 松田二水：蓑和田良太
- 参謀：宮城幸生
- ：白井孝史
- ：久田雅臣
- ：疋田泰盛
- ：森源太郎
- ：森谷譲
- 寺井義守：森山周一郎
- 易妻：毛利菊枝
- 小園安名：菅原文太
- 及川古志郎：俊藤浩滋(ノンクレジット)

## スタッフ
- 制作：岡田茂
- 制作総指揮：俊藤浩滋
- 企画：日下部五朗、杉本直幸、佐藤雅夫
- 監督：山下耕作
- 原作：草柳大蔵『特攻の思想』
- 特撮監督：本田達男
- 脚本：笠原和夫、野上龍雄
- 脚本協力：相良俊輔
- 撮影：塚越堅二
- 美術：井川徳道
- 音楽：木下忠司
- 録音：荒川輝彦
- 照明：増田悦章
- 編集：堀池幸三
- 助監督：俵坂昭康

## 製作

### 企画
当時の映画会社には困った時の特攻隊という風潮があり、特攻隊の話は、戦後の"忠臣蔵現代劇版"とも言え、オールスターで役者が揃い、悲壮美もあってお客に受ける、「実録シリーズ」真最中の東映では必然的に挙がってきた企画であった。特攻隊ものは当時は自衛隊が実物の飛行機を貸してくれたから、比較的安く作れた。また東映の幹部・岡田茂社長や俊藤浩滋、高岩淡らは戦争映画が好きで、東映は古くからコンスタントに戦争映画を作ってきた。脚本の笠原和夫は「仁義なき戦い」シリーズ執筆前の1972年に「海軍特別攻撃隊」という本作と同じ題材の特攻隊映画を書いていて、小沢茂弘を監督に高倉健主演で1972年8月中旬クランクイン、同年11月第一週の公開を目指して製作を進めていたが、笠原が盲腸で脚本が遅れ、製作延期の後、高倉が鶴田浩二との共演を渋り企画が流れた。1974年になってスタッフのクレジットに名前のない当時の東映京都撮影所長・高岩淡が、草柳大蔵原作『特攻の思想』を渡邊達人に渡し、渡邊が笠原にこれを原作として脚本を書いてくれないかと頼んだ。笠原は当時『実録共産党』(→映画化されず)を書いていて、一人だと難しいと野上龍雄に助っ人を頼み、本作の脚本を引き受けた。ただ野上は戦争関連はあまり詳しくないので大半は笠原が書いた。笠原脚本は『特攻の思想』で描かれた大西瀧治郎像を踏襲している。本作は笠原が手掛けた最初の戦争映画脚本である。東宝も1972年の『海軍特別年少兵』で一旦休止した「東宝8.15シリーズ」を1974年に復活させる動きがあり、『坂の上の雲』と共に候補に挙がっていたのが『海軍機動部隊』と仮タイトルが付けられた本作と同様、大西瀧治郎を主人公とする企画で、こちらは大西が海軍機動部隊を創設し、真珠湾攻撃に成果を収めるまでを描き、特撮にウェイトを置く内容とされたがは製作されなかった。

### 製作の決定
岡田茂東映社長は、1974年5月のインタビューで、本作の製作を決めた理由を「大西中将は人間として凄く魅力があるし、彼の死によって徹底抗戦を主唱した厚木航空隊の青年将校が思い止まったという歴史的な秘話もあって、従来の戦記映画にないドラマが出来ると思ったからなんだ。戦争に若い人は興味がないというが、これは当たるよ」と話している。また「東映カラーはこれからも原則的には"不良性感度"を基調にしてゆくことには変わらない。ただ、時折は"善良性感度"の強い作品を作る。この8月に公開を予定している『あゝ決戦航空隊』、これは特攻作戦を断行した大西瀧治郎中将のハナシだ。特撮と鶴田浩二、高倉健ほかのオールスターでつくろうと考えている。不良性では馬鹿当たりはまずありえない。それを狙うとすれば"善良性感度の企画"を考えにゃいかん時代に入ってきたね」と話した。

### 脚本
本作は「仁義なき戦い」シリーズの第五部『仁義なき戦い 完結篇』や、『実録共産党』と製作時期が重なる。笠原和夫は「仁義なき戦い」シリーズの第四部『仁義なき戦い 頂上作戦』の脚本を書き上げた後、岡田社長から「もう一本書いてくれ」と頼まれた。しかし安すぎるギャラ(「仁義なき戦い」シリーズ1本120万円)に不満で、第五部のギャラアップを深作欣二監督と共闘を約束し、認めないなら第五部はやらないと申し合わせていた。しかし1974年の正月に岡田社長に挨拶に行った深作が岡田から「今年はまず第五部だな、君、頼むよ」と言われ、「はいっ」と二つ返事で引き受けてしまった。深作が笠原に電話で謝まってきたが、もう笠原は本作『あゝ決戦航空隊』の脚本に取り掛かっていてこちらに思い入れがあり「仁義なき戦い」シリーズは『仁義なき戦い 頂上作戦』で終わっていると『仁義なき戦い 完結篇』の脚本を降りた。笠原の方はこのギャラ闘争が実り、本作のギャラは150万円にアップした。ここからギャラアップは続き、1982年の『大日本帝国』では1000万円になったという。
脚本の下敷きになった、原作の草柳大蔵『特攻の思想』は映画製作直前の1972年に文藝春秋から刊行された大西瀧治郎の思想を扱ったノンフィクションで、非売品ではない書としては大西の最初の伝記とされる。草柳は執筆した動機について「"特攻に送られた若者の手記"が陸続と刊行される中で、"特攻に送った側の論理"が公開されていないことに疑問を持った」と述べている。当時"特攻に送られた若者"の遺稿集などが立て続けに刊行される戦記ブームがあり、草柳の書は特攻の遺稿集に対するリアクションとして書かれた。『特攻の思想』は、大西を「航空特攻の創始者」と捉えるというより、海軍内部で発案された特攻作戦を受け入れ、その実施を決定しなければならなくなったプロセスに着目し、特攻遂行に於ける大西の苦闘をテーマに据えている。シナリオは前半を野上龍雄が、後半を笠原が担当し、原作が追及した「特攻を送った側の論理」を映画的に、忠実に組み立てることによって、従来の戦争映画のシナリオと異なる趣きを持っている。笠原が大西瀧治郎と小園安名を描きたいと思い立った所似も、危機に際してもなお体制を温存しようと謀っている権力への必死の反論、対決の思想を二人に見たからである。笠原は「特攻隊映画そのものが、美しく哀しい感傷劇に仕立てないと客に受けないという現実がある。あるいはそういう錯覚に立つ製作者もいる。特攻隊映画は、直視すべきものであって、鑑賞すべきものではない。私の力量には余る素材であったが、せめて出来得る限り、直視したかった」と述べている。
大西瀧治郎の伝記のため、笠原と野上は脚本執筆にあたり、まず児玉誉士夫に話を聞かなければならないと、児玉に近い岡村吾一を岡田社長に紹介してもらい、二人で児玉の許へ何度か通い取材を行った。ロッキード事件で児玉の名前が一躍世に出たのは1976年2月4日のことで、映画製作中は一般には”右翼の大物"、"政財界の黒幕"といった認識だった。戦時中の児玉機関による中国大陸での物資調達活動は、海軍航空本部の委託によるものであるが、大西は最後の海軍航空本部長であり、児玉をことのほか可愛がったといわれる。大西は終戦の御聖断が下った1945年8月15日夜に日本刀で自決するが、自刃の直後、児玉が駆け付け「私もお供します」と切腹しようとすると「君は生きろ」と大西に制されたという逸話がある。笠原と野上の取材に対して、特に児玉が眼を真っ赤にして語ったのは「敗戦時、天皇は人間宣言をしたのがまちがいである。まず第一に退位し、首都を去り、伊勢神宮の祭司になるべきだった。それで初めて〈国の象徴〉になりえたであろう」ということだった。笠原と野上は共感を互いの胸に秘めて、作品内にそのことを匂わせている。
脚本完成後にも児玉に意見を聞くため、岡田社長、俊藤浩滋、日下部五朗、山下耕作の4人で児玉に会いに行き本を読んでもらった。日下部が何度も「児玉さん」と呼び、「児玉先生と呼べ」と児玉の右腕に注意されてもなお「児玉さん」と呼ぶので、右腕から「これほど言ってんのにナメてんですか」と凄まれた。俊藤は児玉に「先生は終戦の時はコレ(小指をたてる)はどれぐらい持ってはったんですか」と失礼な質問を浴びせ児玉を閉口させた。山下は「山下耕作閣下」と書かれた児玉から自叙伝を貰った。鶴田浩二も児玉に会い、自身の考えを伝え「よろしいですか」と言うと児玉は賛同してくれたという。また児玉は大西の切腹シーンの撮影に協力している。映画化実現には、児玉誉士夫、岡村吾一、中井勝彦や厚木航空隊事件現存者からの支援や、資料提供があった。またノンクレジットであるが、特攻隊の生き残りで当時、中谷陽という名前で関西ストリップ界の権威だった大満義一が鶴田の戦友という関係で製作協力している。

### 監督選定
監督は高岩淡が尊敬する山下耕作を推したが、笠原は「山下はリアリズムじゃないし、対象に迫っていけないから特攻隊員は描けない」、「〈任侠映画〉に固執する感覚で特攻隊の実像に迫ることは不可能」などと反対し、大島渚を推し、佐藤雅夫だけが賛成したが結局、山下になった。笠原は親友山下を公然と裏切った。笠原と山下のコンビは本作が最後となった。
山下耕作は「今戦争映画を作る意義みたいなものを漠然と今まで無かったような天皇の戦争責任みたいなものを入れないと、どうしようもないんじゃないか」と話し、このような問題意識を持った切っ掛けは、一つが小野田寛郎元少尉の敗戦後30年にわたる戦闘継続で、あの戦争に積極的に参加したにしろ、しなかったにしろ、突き付けられた絶対天皇主義の白刃であり、あの戦争の責任というものを改めて考えさせられたこと、もう一つが『週刊朝日』1974年5月31日号に掲載された永六輔のエッセイ『責任』で、ロンドンで戦前から暮らしている日本人の話だという。山下は本作のタイトルを「責任」にしてもいいと話した。山下が焦点を当てようとしたのは、戦時期と統治・統帥両面で最高の地位にあった天皇「責任」であった。山下も笠原も「天皇制批判できるのは、あの戦争を死にもの狂いで戦った連中しかいないんじゃないか」と述べている。

### キャスティング
大西瀧治郎役の鶴田浩二は、1970年代は鶴田は神風特攻隊の生き残りということになっていたからの起用(鶴田浩二#「特攻崩れ」の虚実)。鶴田は『映画評論』1974年10月号の須藤久との対談で「僕らはまだ、覚悟する時間を与えてもらった。いうなれば、テメエらは消耗品だ、ああしろ、こうしろと。飛び立つ前に、覚悟する時間をくれましたよ」などと話したり、『週刊読売』臨時増刊1975年8月15日号の「私と海軍航空隊」という手記では「特攻要員として動員された」と、はっきり特攻隊の生き残りと話していた。鶴田は自身の意見を反映させ、山下監督に脚本を変更させた部分もあると話している。
鶴田は一年半ぶりの映画復帰。1973年頭に『仁義なき戦い』が大ヒットすると、岡田社長が興行成績が鈍っていた「任侠映画」を斬り捨て「実録ヤクザ映画」に転換しようとし、任侠映画を統括していた俊藤浩滋と対立して、鶴田や若山富三郎、高倉健ら、東映の看板スターを囲っていた俊藤が彼らを連れて東映から独立し東宝に移籍しようとした"東映のお家騒動"が起きた。1973年2月にスポーツニッポンにすっぱ抜かれて書き立てられたとされるが、実はスポニチの映画担当は岡田のブレーンの一人だった脇田巧彦で、岡田が俊藤の動きを封じるため脇田にリンクして書かせたものであった。岡田は配下の高岩淡と翁長孝雄を使ってスター一人一人を説得し全員残留となり、五島昇の仲介で俊藤は参与のゼネラルマネージャーに就任し一応元の鞘に収まった。しかし鶴田は俊藤サイドの代表として、新聞のインタビューで岡田社長を誹謗して気炎を上げたため、その後の映画出演を拒否され干された。このため本作の主演には感激し涙を流して喜び、「"東映のお家騒動"ではオレは被害者なんだ。一年半もホサれたのは辛かった。オレはねばった。30年近い俳優生活を賭けて勝負する。一年半の怨念を叩きつける」、「戦争の加害者だけは決して演じたくない。大西中将も戦争被害者の一人。その内面の苦悩を浮き彫りにしたい」などと決意を述べた。岡田は「個人的気持ちで作品に取り組んでもらっては困る。大西中将が活躍した世代と鶴田の年がピタリということから、たまたま起用したまでのこと。名演技で客を呼んでくれないと困る」と話した。
また鶴田の妻役として藤純子を本作で映画界に復帰させようと山下監督らが富司と嵐山吉兆で極秘に会い出演交渉を行った。藤は1972年に結婚により一応の引退をし、梨園の妻のままなら東映も復帰を要請することはなかったが、自身の作品が場末にかかるとお忍びで観に行っていると映画に未練たっぷりという情報をつかんでいた。またこの年『3時のあなた』（フジテレビ)の司会で芸能界に復帰すると同番組も当初は好視聴率を取り、"お竜健在"をまざまざと見せつけられ、東映が映画界復帰を画策した。しかし『3時のあなた』の司会を引き受けたときの記者会見で「映画出演は絶対にあり得ません」と強く否定した矢先に、これもスポニチが会談中の証拠写真をスクープ記事として掲載した。藤は「会社が記者と結託して仕掛けたワナ」と激怒し出演はならなかった。
児玉誉士夫を演じる小林旭は自宅（等々力）上に児玉邸があり、児玉邸に何度か行ったことがあるという。小林は「児玉さんが岸元首相や田岡三〇目と会ったときのことを写真付きで説明されたり、これからの日本はこうあるべきだと政治の話をされるんだけど、厳しい空気が張り詰めて、こっちこっちになって『そうですか。はい』と相槌を打つだけだったよ（笑）。児玉さんの役を演ることが決まって挨拶に行ったら、児玉さんが身に着けていたネクタイとワイシャツを下さったんです。ワイシャツはサイズが合わなくて着られなかったけど、ネクタイは映画の中で締めています。映画の中で僕がずっと着けているグレイのネクタイです。児玉さんは間もなく亡くなってしまったから、形見だと思って下さったのかもしれない」などと述べている。
人気絶頂の西城秀樹は、既に戦後から約30年が経ち、若い世代には戦争ものには興味がないのでは、などという論調が出たため、ヤング層にアピールするためのキャスティングだった。西城は若き特攻隊員を演じたが、兵士役に坊主頭は不可避であるが、ファンからの「お願いだから丸刈りにならないで」の切なる哀訴に、長髪を飛行帽とマフラーで隠して撮影に挑んだ。西城は多忙のため、東映京都撮影所で1974年8月14日の一日だけの撮影だった。「特攻隊員の気持ちが分かるか」とのマスメディアの質問に対して「分かりっこないスよ」とケロリと答えた。

### 製作費
製作原価5億5千万円。東映始まって以来の最高額。社運を賭けての大作で、岡田社長にとっても背水の陣を敷く作品で、自ら総指揮を振るう気の入れようで、自らを本部長とする特別動員対策本部を設置した。

### 撮影
撮影は1974年7月～8月に行われた。東映京都撮影所をメインに、南方のシーンは滋賀県に航空隊の基地を作った。ヤシの木を作るため木だけヤシ風の物を作り、葉っぱは九州から送ってもらい、それにくっつけた。
大西瀧治郎は終戦の御聖断が下った1945年8月15日夜に切腹するが、映画にも出るこのシーンは、渋谷東急本社の裏手にあった軍令部次官宿舎の実際に大西が切腹した建物で撮影が行われた。

### プロモーション
会社挙げての大作でもあり、宣伝部は7月、8月を休日返上で、1974年の終戦記念日前後に、新聞、雑誌、テレビ等でプロモーションを展開させた。撮影前の1974年6月26日にマスメディアを招待し観光バスで、岡田社長以下、山下、俊藤、鶴田、大西未亡人、岡村吾一、草柳大蔵が横浜市の總持寺の大西中将の墓参りをし、同所で精進料理がふるまわれ、記者会見も行われた。岡田社長は「大西中将を中心に若い特攻隊員がどういう気持ちで散っていったかを描く戦記もので、年頃もぴったりな鶴田で映画化することにした。岡村氏、児玉氏、大西未亡人、草柳氏などの御協力で立派なシナリオが出来上がった。これなら秋に大作に充分になるということで製作費も5億円を投入、京都が全プロジェクトを組み、本社も営・宣一体となって総力を結集することになった。出演者は鶴田の他、映画、演劇、歌の世界から層の広いキャストを編成し、藤純子、高倉健の出演も予定している。命令ではなく祖国のために自発的に特攻隊員になった当時の若者を描き、現代の若者に祖国のために死ねるかを問うてみたい」と述べた。大西未亡人は「主人は若い人たちを大変可愛がっていました。決して怒らず、根気よく話し合う人でした。映画を通して当時の主人の気持ちを判って頂ければと思います」、鶴田は「大西中将は特攻を出したという時点で死んでいたと思う。当時と今日に至るジョイントの役目は骨肉の情念であり、たとえ形は変わってもその本質は変わらない。大西中将の役はそこに始まってそこに終わるのだ。東映は莫大な製作費を投入するというし、自身としても映画俳優をしつこくやってきて本当に良かったと思える作品になると思う」、草柳は「送られた側でなく送った側からの特攻の論理を探ってみた。大西中将はは敗戦を知り、どういう負け方をしたらいいかを知っていた。戦争の悲劇と当時の若者の心情はシナリオにもよく描かれていると思う」と述べた。
また靖国神社へ岡田社長が海軍大将の軍服を着て完成報告にも行った。しかし戦後からほぼ30年が経ち、戦争映画は映画観客の主体をなすヤング層から遠い、興味すらないのではないかという論調が多かった。観客は高齢層が予想されたが、東映としては若い層に見てもらいたいとプロモーションを展開させた。

### キャッチコピー
封切り時のポスター等に書かれたキャッチコピーは「若者よ、君は祖国のために死ねるか」だったが、2014年に東映ビデオから発売されたDVDのキャッチコピーは「若者に問う！君のこころに祖国はあるか!?」に変更されている。

### 試写
上映時間2時間43分はテンポも緩やかで、ラッシュ試写では山下耕作と記録、編集を除く、居合わせたスタッフのほとんどが眠りこけてしまった。

### 上映時間
上記のように日下部五朗も上映時間2時間43分と話しており、ウェブサイトの情報でも163分であるが、当時の映画誌の批評に3時間余、3時間15分、3時間17分と書かれており、映画評論家を集めた試写会で評論家から長いという指摘を受けて、一般公開時に短くしたものと見られる。公開直前の『週刊映画ニュース』では、上映時間は165分と書かれている。

### 興行
配給収入は3億3800万円で1974年の日本映画第9位。西城秀樹が出演していることで若い女性客も目立った。本作は同じ年8月10日公開の『三代目襲名』と初めて共通前売り券（ボウリング3ゲーム＋コーラ付きで700円）を製作し、日本遺族会を通じて50万枚を売った。これが「共通前売券法は商品券違反」などと兵庫県警が捜査を開始し、東映本社などが家宅捜査を受けた(山口組三代目 (映画) )。当時の『キネマ旬報』にはかなりの団体券が売れ、団体券に支えられた直営館は水準以上、ヤング層中心の独立館は不振で、普段足を運ぶ東映ファンとか全く異なった観客層だが、概ね健闘などと書かれているが、春日太一著『あかんやつら』では大コケと記述されている。
福間良明は、本作のヒットを「監督の山下耕作に鶴田浩二、安藤昇といった任侠映画のスター俳優が主要キャストとして出演しているため、本作を任侠映画と関連で捉える論調もあり、『仁義なき戦いシリーズ』で突如興った実録路線で衰退し、わずかに需要が残っていた『任侠』を特攻に衣替えした。また当時のアジェンダであった靖国神社国家維持や天皇制の問題と重なることで社会的に受け入れられた」などと論じている。

## 作品の評価
シナリオの宣伝タイトルに笠原が「日本映画初の天皇制批判」と付け、「天皇の戦争責任というものを、それまでの認識を一掃して表出させてみたいという欲求があって、そういう形で裏返しに書いて出した」、「ああいう思想自体、当時はなかったし、表出してる映画は何もなかった。けれども戦後のマスコミとかメディアはみんなそういう問題を隠している。児玉さんの主張は僕は正当だと思うけど、絶対メディアには出てこないんだな。天皇制の問題にしろ天皇家の問題にしろ、マスコミというのは自ら口を箝して全く追及しようとしないんだから。本当、日本のマスコミはダメだね、僕の映画の方がよっぽど追及してるようなものなんだから」などと話した。
当時の映画誌も天皇批判や体制批判が込められた映画として論じた。須藤久は「今までの戦争映画が天皇の戦争責任を非常にぼかして、〇〇大将が悪い、××元帥が悪いとしていたのに比べると、笠原さんが割にその責任を書いたと思う」と評価した。
福間良明は「笠原和夫が大西瀧治郎と小園安名の描きたいと思い立った所似も、危機に際してもなお体制を温存しようと謀っている権力への必死の反論、対決の思想を二人に見たからである。それまでの体制批判や天皇批判の論理は『殉国』と『忠節』の延長上で見出されていた。笠原や山下にとって『殉国』と『忠節』は相反するものではなく、むしろ『そんな危機に際してもなお体制を温存しようと謀っている権力への必死の反論、対決の思想』は『忠節』の徹底があったがゆえに生み出されたもので、この映画は『殉国』の延長上に、天皇批判や体制批判を描いている」と論じている。
滝沢一と佐藤忠男は、この映画の中に「天皇制批判」はあっても「国家批判」「加害責任」の問題が欠落していると批判している。大西瀧治郎は航空特攻の創始者（あるいは実施決定者）であったのと同時に重慶爆撃の主導者でもあった。そのことは『あゝ決戦航空隊』でも原作の『特攻の思想』でも描写されていない。重慶爆撃は日本軍によって5年近くの長きにわたり執拗になされた無差別都市爆撃で、戦争末期に東京で受けた空襲と同じことが行われた。大西は第二連合航空隊司令官としてそれを指揮していた。福間良明は「『あゝ決戦航空隊』は、アジア地域に対する加害責任の問題や国民の戦争責任の問題は欠落している」などと論じており、佐藤忠男は「特攻隊の存在理由をとことん突き詰めてみることによって、天皇の戦争責任といった問題まで迫ろうとしている」と評価しながら、『あゝ決戦航空隊』の前半はフィリピンの基地が主な舞台である。しかし脚本を読む限り、日本軍がフィリピンの民衆にとっていかなる悪であったかということは問題になっていない。つまり、太平洋戦争の悪の根本的な点は度外視されている。問題になっているのは日本とアメリカの戦争だけである。太平洋戦争はアジアを侵略したという点において全面的に悪なのであるが、日本とアメリカの戦争という点に限って言えば日本にも若干の言い分はある。だから日本の戦争映画は、アメリカとの戦闘に死力を尽くしたというところにだけ焦点を絞ってアジアの民衆を画面から締め出すようにしさえすれば、悲愴感も成り立ちやすく、特攻隊の自己正当性も楽になる」と指摘している。

## 逸話
児玉は1974年7月に舌がもつれて呂律が回らなくなり、脳外科医の勧めで夏の間、箱根仙石原で静養に努めていた。東映が本作封切り前に児玉に「是非、試写を観て頂きたい」と要請したため、児玉は無理を押して封切り前日の1974年9月13日に東映本社を訪れた。勿論映画の宣伝も兼ねたもので、大臣クラスや稲川聖城、五島昇や出演俳優らも試写に参加した。本来、岡田社長が児玉を案内しなければならなかったが、同じ日に東京プリンスホテルで永野重雄など有力財界人100人が発起人となって「東映岡田茂社長を助っ人する会」という自身が主賓のパーティーをやっていて、同席出来ず、日下部五朗が児玉の案内をした。児玉は自身も立ち会った大西の切腹シーンなどの再現に、凄く力が入って映画を観覧、大変感激し「これは国民必見の映画だ。すぐテレビで全国放映して国民に見せにゃいけん」と言った。すると山下耕作入社時の総務課長が五島昇に「社長、この監督の山下君を僕が採用したんです」と自慢した。この話を山下から伝え聞いた岡田茂は「俺が採用したんだぞ。お前を。みんな反対したんだ、(山下は)汚いって」と言った。児玉は試写後に廊下に出たところでドドドと引っ繰り返り、扉に頭をぶつけて倒れた。児玉の後ろに付いて歩いていた日下部が抱き起してすぐにお付きの人が飛んできた。症状は脳血栓で、児玉は一旦は等々力の自宅に戻ったが、夜中に再び倒れて深夜、東京女子医科大学病院に最初の入院をした。後から児玉から山下に100万円、スタッフにボールペン各1本が送られてきて、岡田社長に報告したら「50万円お前が取っておけ。あと50万円はお返しせにゃいけんから」と言われた。後のロッキード事件で児玉は数億円を受け取ったと報道されたため、あまり気前はよくないなと思ったという。

## 後世への影響
翌1975年、岡田社長が発表した1975年東映ラインアップにも鶴田浩二の企画は皆無で、鶴田は「『あゝ決戦航空隊』は岡田社長のオレに対する葬送曲だったんだ」と話した。
ロッキード事件が明るみに出た1976年2月以降は映画館で上映されることはあまりない。
1979年に東映が製作した『日本の黒幕』のモデルは児玉誉士夫であるが、本作で東映の幹部が児玉と面識を持っていたことで『日本の黒幕』の製作はトラブルなく進めた。

## 同時上映
『武道ドキュメント 拳豪の祭典』（短編）
- 監督：原田隆司／　出演：広瀬義宣、ナレーション：小松方正

※劇場により『大いなるシベリア』（短編）を合わせた三本立て。鈴木一誌は劇中、天皇批判があることから、東映が万が一に備え、より商業的な娯楽映画を強調するため、併映作品の選定が行われたのではないか、と論じている。